# Red Creek
Red Creek és una població dels Estats Units a l'estat de Nova York. Segons el cens del 2000 tenia 521 habitants.

## Demografia
Segons el cens del 2000, Red Creek tenia 521 habitants, 210 habitatges, i 143 famílies. La densitat de població era de 218,7 habitants per km².
Dels 210 habitatges en un 35,2% hi vivien nens de menys de 18 anys, en un 48,1% hi vivien parelles casades, en un 12,9% dones solteres, i en un 31,9% no eren unitats familiars. En el 26,2% dels habitatges hi vivien persones soles el 10,5% de les quals corresponia a persones de 65 anys o més que vivien soles. El nombre mitjà de persones vivint en cada habitatge era de 2,45 i el nombre mitjà de persones que vivien en cada família era de 2,89.
Per edats la població es repartia de la següent manera: un 29,6% tenia menys de 18 anys, un 7,7% entre 18 i 24, un 27,3% entre 25 i 44, un 23,2% de 45 a 60 i un 12,3% 65 anys o més.
L'edat mediana era de 35 anys. Per cada 100 dones de 18 o més anys hi havia 93,2 homes.
La renda mediana per habitatge era de 32.115 $ i la renda mediana per família de 41.875 $. Els homes tenien una renda mediana de 34.375 $ mentre que les dones 20.855 $. La renda per capita de la població era de 16.324 $. Entorn de l'11,5% de les famílies i el 18,4% de la població estaven per davall del llindar de pobresa.